# Liste der Wappen im Donnersbergkreis

## Landkreis

Donnersbergkreis
Lage in Rheinland-Pfalz
Lage in Deutschland

### Verbandsgemeinde Eisenberg (Pfalz)

Verbandsgemeinde Eisenberg (Pfalz)
Eisenberg (Pfalz)
Kerzenheim
Ramsen

### Verbandsgemeinde Göllheim

Verbandsgemeinde Göllheim
Albisheim (Pfrimm)
Biedesheim
Bubenheim
Dreisen
Einselthum
Göllheim
Immesheim
Lautersheim
Ottersheim
Rüssingen
Standenbühl
Weitersweiler
Zellertal

### Verbandsgemeinde Kirchheimbolanden

Verbandsgemeinde Kirchheimbolanden
Bennhausen[1]
Bischheim[2]
Bolanden[3]
Dannenfels[4]
Gauersheim[5]
Ilbesheim[6]
Jakobsweiler[7]
Kirchheimbolanden[8]
Kriegsfeld[9]
Marnheim[10]
Mörsfeld[11]
Morschheim[12]
Oberwiesen[13]
Orbis[14]
Rittersheim[15]
Stetten[16]

### Verbandsgemeinde Nordpfälzer Land

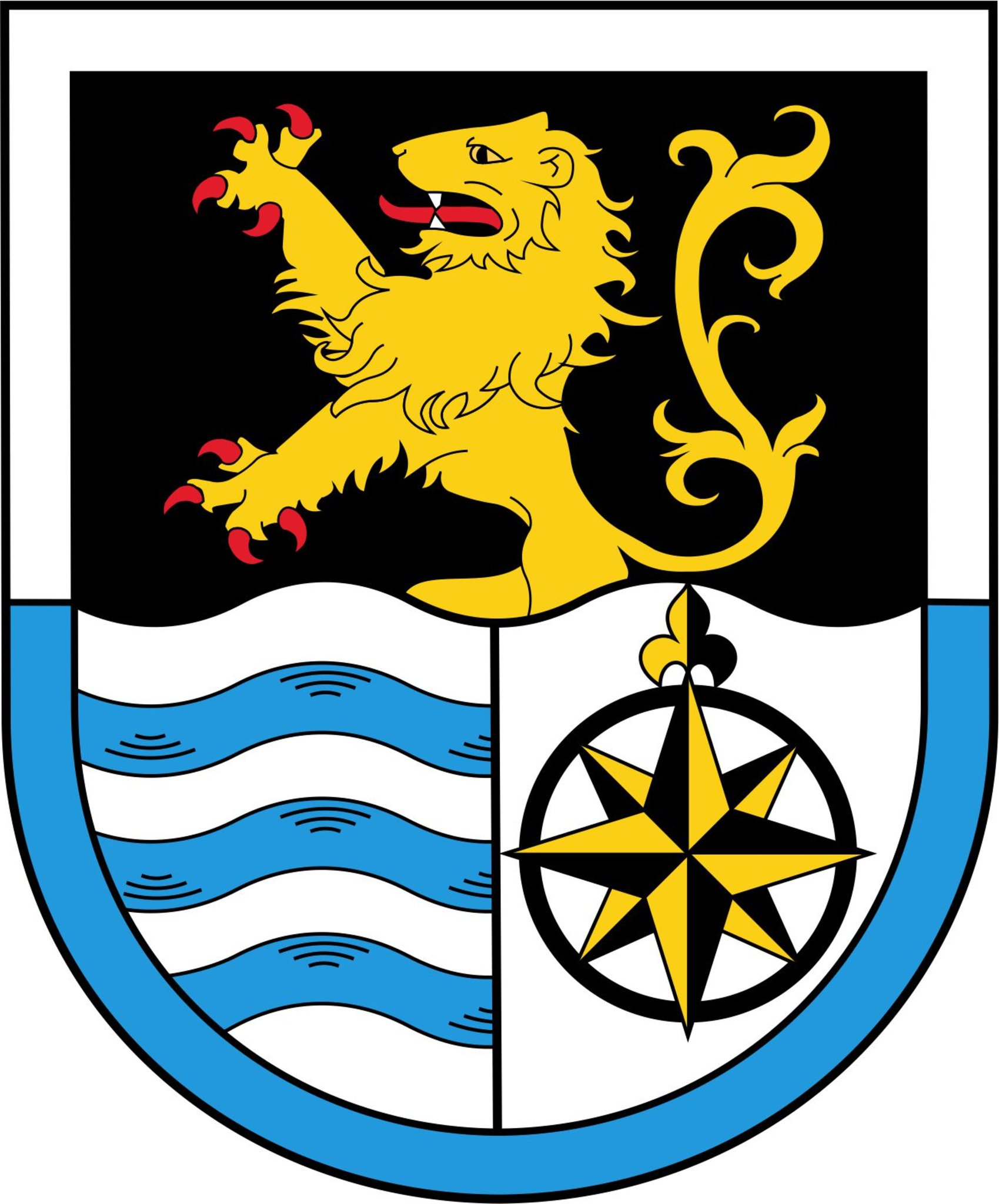
Verbandsgemeinde Nordpfälzer Land
Alsenz
Bayerfeld-Steckweiler
Bisterschied
Dielkirchen
Dörrmoschel
Finkenbach-Gersweiler
Gaugrehweiler
Gehrweiler
Gerbach
Gundersweiler
Imsweiler
Kalkofen
Katzenbach
Mannweiler-Cölln
Münsterappel
Niederhausen an der Appel
Niedermoschel
Oberhausen an der Appel
Obermoschel
Oberndorf
Ransweiler
Rathskirchen
Reichsthal
Rockenhausen
Ruppertsecken[17]
Sankt Alban
Schiersfeld
Schönborn
Seelen
Sitters
Stahlberg
Teschenmoschel[18]
Unkenbach
Waldgrehweiler
Winterborn
Würzweiler

### Verbandsgemeinde Winnweiler

Verbandsgemeinde Winnweiler
Börrstadt
Breunigweiler
Falkenstein
Gonbach
Höringen
Imsbach
Lohnsfeld
Münchweiler an der Alsenz
Schweisweiler
Sippersfeld
Steinbach am Donnersberg[19]
Wartenberg-Rohrbach
Winnweiler

### Ehemalige Verbandsgemeinden

Verbandsgemeinde Alsenz-Obermoschel
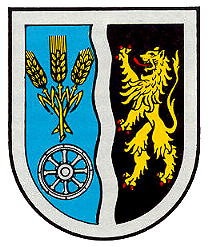
Verbandsgemeinde Rockenhausen

## Historische Wappen

Alsenbrück-Langmeil
Dörnbach
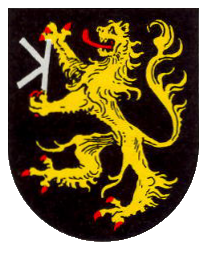
Gundersweiler
Harxheim (Zellertal)
Hochstein
Marienthal
Niefernheim
Potzbach
Stauf
Zell (Zellertal)

## Blasonierungen
1. ↑  Bennhausen: Von rot und Silber schräggeteilt, oben links ein sechsspeichiges Silbernes Rad, unten rechts eine von einem roten Pfeil durchbohrte rote Hirschkuh.
2. ↑  Bischheim: Im mit goldenen Schindeln bestreutem Blauem Feld ein rotbewehrter und bezungter goldener Löwe, ein achtspeichiges rotes Rad haltend
3. ↑  Bolanden: In Blau ein von je einem sechsspeichigen goldenen Rad beseiteter silberner Schrägbalken, belegt mit den von insgesamt drei roten Rautensteinen beseiteten roten Großbuchstaben B und L.
4. ↑  Dannenfels: Von Blau und Silber gespalten, rechts in von goldenen Schindeln bestreutem Feld ein linkshingewendeter rotbezungter und -bewehrter goldener Löwe, links eine bewurzelte grüne Tanne.
5. ↑  Gauersheim: In Silber eine goldnimbierte Gottesmutter mit dem ebenfalls goldnimbierten Kind auf dem Arm, in roten Unter- und blauem Obergewand, zwei Wappenschilde haltend, rechts in Silber ein linksgewendeter roter Löwe, links in Blau drei silberne Rauten.
6. ↑  Ilbesheim: In Blau ein bewurzelter goldener Getreidehalm, belegt von zwei gekreuzten goldenen Eichenzweigen mit je einer goldenen Eichel und zwei goldenen Eichenblättern.
7. ↑  Jakobsweiler: Von Gold und Grün geteilt, oben ein grüner Eichenzweig mit drei grünen Eicheln und vier grünen Eichenblättern, unten ein mit dem Kopf nach links gewendeter goldener Drache.
8. ↑  Kirchheimbolanden: Geteilt, oben von Silber und Schwarz in drei Reihen geschacht, unten in Grün ein schwarzer Eber.
9. ↑  Kriegsfeld: In Gold ein Ritter in blauem Harnisch, die Linke in der Hüfte gestützt, in der Rechten ein grünes Kränzlein haltend.
10. ↑  Marnheim: In Silber über blauem Wellenschildfuß ein roter Balken, oben ein auf dem Balken stehendes achtspeichiges rotes Rad.
11. ↑  Mörsfeld: Von Schwarz und Silber geteilt, oben ein schreitender rotbewehrter, -bezungter und -bekrönter goldener Löwe, unten aus blauem Wellenschildfuß aufsteigend drei natürliche Schilfkolben mit grünen Blättern nebeneinander.
12. ↑  Morschheim: In Gold der heilige Mauritius, silbern nimbiert, in silberner Rüstung mit einem roten Kreuz auf der Brust, mit der Rechten sich auf einen blauen Schild stützend, darin ein silberner Adler, in der Linken eine silberne Kreuzesfahne mit rotem Kreuz.
13. ↑  Oberwiesen: In Silber auf grünem Boden eine grüne Fichte, oben beseitet von zwei sechsstrahligen goldenen Sternen und belegt mit einem springenden roten Hirsch mit goldenem Geweih und goldenen Hufen.
14. ↑  Orbis: Von Silber und Blau gespalten, rechts zwischen zwei wachsenden grünen Tannen ein aufgerichteter roter Schlüssel, links ein rotbewehrter und -bezungter goldener Löwe.
15. ↑  Rittersheim: In Blau wachsend der heilige Maximin in goldenem Gewand, mit goldener Mitra, in der linken einen wachsenden goldenen Krummstab, die Rechte zum Schwur erhoben, oben begleitet von den gotischen silbernen Minuskelbuchstaben s und m.
16. ↑  Stetten: In Gold auf blauem Dreiberg ein wachsender, ein silbernes Schwert mit goldenem Griff schwingender blaubewehrter, rotbezungter roter Löwe.
17. ↑  Ruppertsecken: In Schwarz ein goldener, rotgekrönter und -bewehrter Löwe auf einer dreizinnigen goldenen Mauer rechtshin schreitend, in den Pranken einen von Silber und Blau gerauteten Schild haltend.
18. ↑  Teschenmoschel: Von Gold und Rot geteilt, oben ein springender schwarzer Eber, unten eine silberne Muschel, überhöht von drei silbernen Steinen.
19. ↑  Steinbach: In Blau auf grünem Grund, linkshin sitzend, Johannes der Evangelist in silbernem Mantel und rotem Unterkleid, sein Evangelium in ein rotgebundenes silbernes Buch schreibend, rechts hinter ihm stehend ein schwarzer Adler.